# Borch (niedersächsisches Adelsgeschlecht)

Wappen derer von Borch

Die Familie von Borch (lat. auch: de urbe) war eine stiftsbremische Ministerialenfamilie. In der älteren Literatur wird der Name auch oft von Borgh geschrieben.
Sie waren nicht verwandt mit dem westfälischen Uradelsgeschlecht von der Borch auf Gut Holzhausen im Kreis Höxter.

## Herkunft

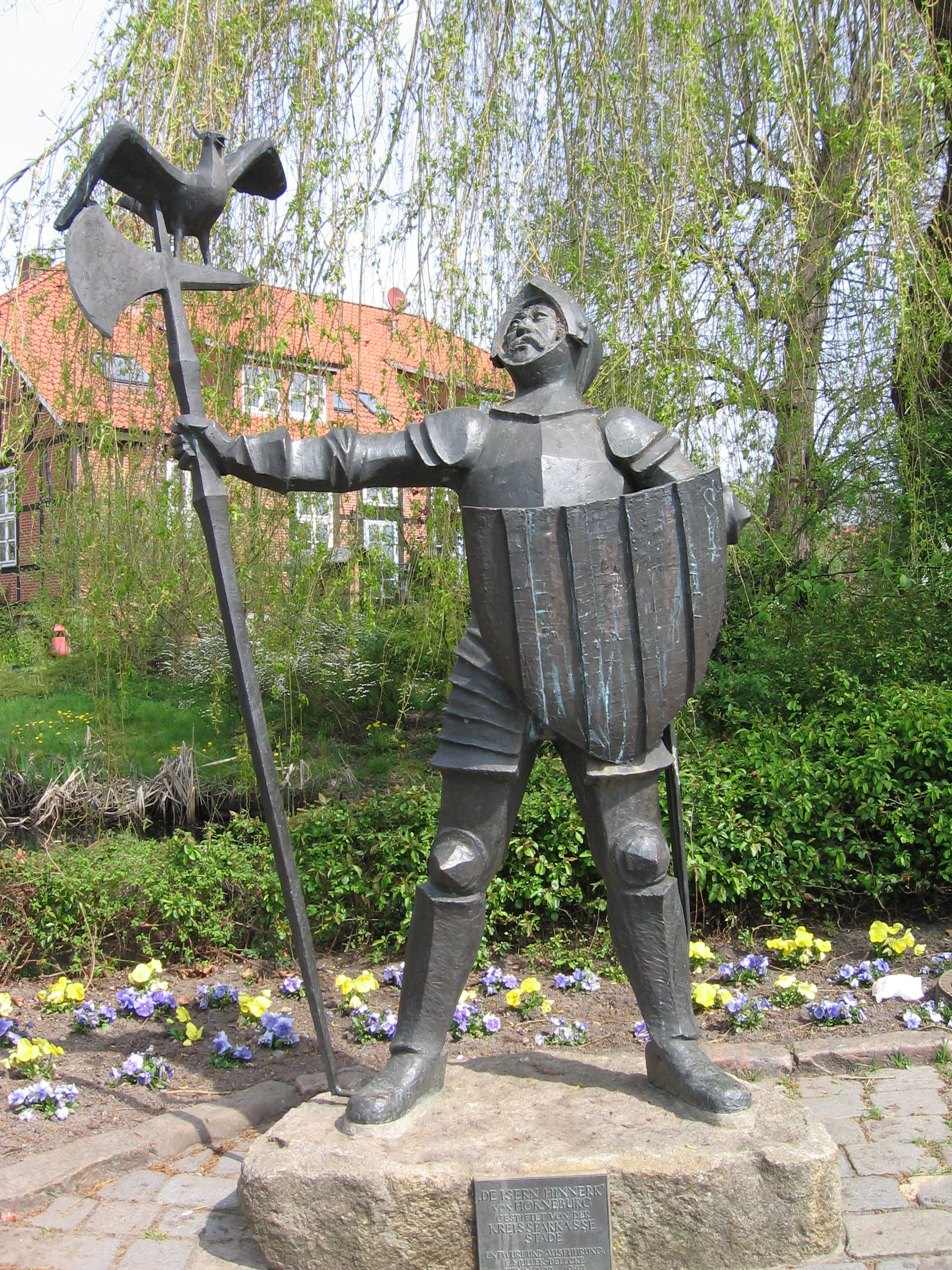
Statue des „Isern Hinnerks“ in Horneburg.

Die von Borch sind seit dem 18. Januar 1181 urkundlich fassbar und stammen ursprünglich aus Burg am linken Ufer der Lesum (heute Burg-Grambke). Sie hatten also ihren Namen nicht von der Burg Horneburg. Ursprünglich waren sie Ministeriale der Grafschaft Stade. Nach dem Fall der Grafschaft an das Erzbistum Bremen wurden sie 1227 stiftsbremische Ministeriale. Nach der Einheirat in die edelfreie Familie von Bliedersdorf waren sie auch um Horneburg ansässig. Dort bekamen sie 1255 einen Teil des Burglehens der Horneburg. Nach dem Aussterben derer von Bliedersdorf erbten die von Borch deren Güter und gehörten seitdem zu den bedeutendsten Ministerialenfamilien in Erzstift Bremen.

### Güter und Ämter
Die von Borch waren Gerichtsherren mit Hoch- und Niedergerichtsbarkeit auf dem Delm und in Gyhum. Sie waren Teil der Burgmannschaft der Horneburg und hatten dort einen der fünf Burgmannssitze inne. Vermutlich durch die Tätigkeit als Lokatoren besaßen sie umfangreiche Eigengüter im Alten Land. Sie traten dort nicht als Lehensnehmer, sondern als Lehnsherren auf. Sie besaßen dort außerdem die Fähre in Cranz und standen verschiedenen Gerichten vor, zum Beispiel in Jork und Francop.
Die von Borch haben das Puttikamt (das Hofamt des Mundschenks) erblich besessen, man findet sie aber auch in anderen Ämtern und als Vögte im gesamten Erzstift wieder.
Daniel von Borch wurde 1368 von Albert II. von Braunschweig-Lüneburg zum Amtmann und Vogt über das Erzstift Bremen bestellt, nachdem dieses vom Erzbischof Albert an Lüneburg verpfändet wurde.
Auch in kirchlichen Ämtern waren die von Borch zu finden, die Familie stellte mit Luder von Borch einen Bischof von Verden.
Von 1420 bis 1426 war Otto von Borch stadtbremischer Amtmann von Bederkesa. Otto und Johann von Borch überließen dem Rat der Stadt Bremen alle Rechte an der Vogtei und der Burg von Blumenthal.

### Der Erbfall von Borch
Als letzter männlicher Vertreter derer von Borch starb Iwan von Borch 1502 ohne männliche Nachkommen. Der einzige männliche Verwandte, ein Bruder Johanns, Gise von Borch, war Abt des Klosters Harsefeld und ebenfalls kinderlos. Deshalb erbte der Mann der Schwester Iwans und Gises, Otto von Düring, die umfangreichen Güter. Allerdings ging diese Erbschaft nicht ohne Probleme vonstatten, die Familien von der Hude, von Zesterfleth und von der Lieth meldeten über andere weibliche Verwandte ebenfalls Ansprüche an. Außerdem machte der Erzbischof Johann Rode als Lehensgeber eines Teils der borchschen Güter Rechte geltend.
Otto konnte 1504 diese Einsprüche mit zwei Vergleichen bereinigen.
Diese Erbschaft bildete die Grundlage für den Reichtum derer von Düring, dessen Stammvater Otto von Düring war.

## Wappen
Das Wappen derer von Borch ist ein roter Schild mit senkrechten silbernen, manchmal auch goldenen Balken. Die Anzahl der Balken variiert von 3 bis 8, meistens sind es aber vier.

## Namensträger
- Luder von Borch, von 1231 bis 1251 Bischof von Verden.
- Heinrich von Borch, der Isern Hinnerk. Raubritter und Widersacher des Erzbischofs Johann Grand.